# امفرویل-ل-چامپس، یور
امفرویل-ل-چامپس، یور (به فرانسوی: Amfreville-les-Champs, Eure) یک کمون در فرانسه است که در Canton of Fleury-sur-Andelle واقع شده‌است.

## خصوصیات
امفرویل-ل-چامپس ۶٫۵۶ کیلومترمربع مساحت و ۴۱۹ نفر جمعیت دارد و ۱۳۶ متر بالاتر از سطح دریا واقع شده‌است.